# Danh sách cầu thủ tham dự giải vô địch bóng đá U-17 châu Âu 2002
Các cầu thủ in đậm từng thi đấu cho đội tuyển quốc gia.

## Bảng A

### Đan Mạch
Huấn luyện viên: Hans Brun Larsen
| Số | Vt | Cầu thủ               | Ngày sinh (tuổi)            | Số trận | Câu lạc bộ   |
| -- | -- | --------------------- | --------------------------- | ------- | ------------ |
| 1  | TM | Kasper Ambrosen       | 9 tháng 1, 1985 (17 tuổi)   |         | Brøndby      |
| 2  | HV | Henrik Kildentoft     | 18 tháng 3, 1985 (17 tuổi)  |         | Brøndby      |
| 3  | HV | Jonas Troest          | 4 tháng 3, 1985 (17 tuổi)   |         | B.93         |
| 4  | HV | Anders Kure           | 12 tháng 9, 1985 (16 tuổi)  |         | AGF          |
| 5  | HV | Dennis Cagara         | 19 tháng 2, 1985 (17 tuổi)  |         | Brøndby      |
| 6  | TV | Niki Zimling          | 19 tháng 4, 1985 (17 tuổi)  |         | Brøndby      |
| 7  | TV | William Kvist         | 24 tháng 2, 1985 (17 tuổi)  |         | KB           |
| 8  | TV | Jeppe Brandrup        | 3 tháng 6, 1985 (16 tuổi)   |         | KB           |
| 9  | TĐ | Morten Rasmussen      | 31 tháng 1, 1985 (17 tuổi)  |         | AGF          |
| 10 | TV | Kasper Lorentzen      | 19 tháng 11, 1985 (16 tuổi) |         | Brøndby      |
| 11 | TĐ | Johan Absalonsen      | 16 tháng 9, 1985 (16 tuổi)  |         | B 1913       |
| 12 | TV | Morten Duelund Hansen | 26 tháng 1, 1985 (17 tuổi)  |         | AGF          |
| 13 | HV | Michael Jakobsen      | 2 tháng 1, 1986 (16 tuổi)   |         | B.93         |
| 14 | TV | Rune Hansen           | 6 tháng 4, 1985 (17 tuổi)   |         | AGF          |
| 15 | TV | Lasse Mønster Hansen  | 2 tháng 2, 1985 (17 tuổi)   |         | B 1913       |
| 16 | TM | Jesper Hansen         | 31 tháng 3, 1985 (17 tuổi)  |         | Nordsjælland |
| 17 | TV | Rune Rasmussen Lind   | 3 tháng 4, 1985 (17 tuổi)   |         | Esbjerg      |
| 18 | TĐ | Morten Friis Jensen   | 6 tháng 4, 1985 (17 tuổi)   |         | Esbjerg      |

### Anh
Huấn luyện viên: Dick Bate
| Số | Vt | Cầu thủ         | Ngày sinh (tuổi)            | Số trận | Câu lạc bộ        |
| -- | -- | --------------- | --------------------------- | ------- | ----------------- |
| 1  | TM | Steven Drench   | 11 tháng 9, 1985 (16 tuổi)  |         | Blackburn Rovers  |
| 2  | HV | James Biggins   | 6 tháng 6, 1985 (16 tuổi)   |         | Nottingham Forest |
| 3  | HV | Gary Borrowdale | 16 tháng 7, 1985 (16 tuổi)  |         | Crystal Palace    |
| 4  | TV | Ross Gardner    | 15 tháng 12, 1985 (16 tuổi) |         | Newcastle United  |
| 5  | HV | David Raven     | 10 tháng 3, 1985 (17 tuổi)  |         | Liverpool         |
| 6  | HV | Chris Hogg      | 13 tháng 3, 1985 (17 tuổi)  |         | Ipswich Town      |
| 7  | TĐ | Wayne Routledge | 7 tháng 1, 1985 (17 tuổi)   |         | Crystal Palace    |
| 8  | TV | Lee Croft       | 21 tháng 6, 1985 (16 tuổi)  |         | Manchester City   |
| 9  | TĐ | Wayne Rooney    | 24 tháng 10, 1985 (16 tuổi) |         | Everton           |
| 10 | TĐ | Stacy Long      | 11 tháng 1, 1985 (17 tuổi)  |         | Charlton Athletic |
| 11 | TĐ | Mark Smyth      | 9 tháng 1, 1985 (17 tuổi)   |         | Liverpool         |
| 12 | HV | Mat Sadler      | 26 tháng 2, 1985 (17 tuổi)  |         | Birmingham City   |
| 13 | TM | Nicky Eyre      | 7 tháng 9, 1985 (16 tuổi)   |         | Tottenham Hotspur |
| 14 | TV | David Mannix    | 24 tháng 9, 1985 (16 tuổi)  |         | Liverpool         |
| 15 | TV | Tom Groves      | 18 tháng 7, 1985 (16 tuổi)  |         | Nottingham Forest |
| 16 | TV | Scott Brown     | 8 tháng 5, 1985 (16 tuổi)   |         | Everton           |
| 17 | TĐ | Dorryl Proffitt | 2 tháng 5, 1985 (16 tuổi)   |         | Manchester City   |
| 18 | TĐ | Sean Doherty    | 10 tháng 2, 1985 (17 tuổi)  |         | Fulham            |

### Phần Lan
Huấn luyện viên: Timo Liekoski
| Số | Vt | Cầu thủ              | Ngày sinh (tuổi)            | Số trận | Câu lạc bộ     |
| -- | -- | -------------------- | --------------------------- | ------- | -------------- |
| 1  | TM | Ville Iiskola        | 26 tháng 4, 1985 (17 tuổi)  |         | FC Kuusankoski |
| 2  | TĐ | Jani Koivisto        | 25 tháng 2, 1985 (17 tuổi)  |         | HJK            |
| 3  | TV | Eero Salminen        | 16 tháng 1, 1985 (17 tuổi)  |         | MuSa           |
| 4  | HV | Ville Lehtonen       | 6 tháng 2, 1985 (17 tuổi)   |         | Metz           |
| 5  | TĐ | Hermanni Vuorinen    | 27 tháng 1, 1985 (17 tuổi)  |         | Jazz           |
| 6  | TĐ | Mika Ääritalo        | 25 tháng 7, 1985 (16 tuổi)  |         | TPS            |
| 7  | TV | Vili Savolainen      | 25 tháng 10, 1985 (16 tuổi) |         | HJK            |
| 8  | TV | Jarkko Vähäsarja     | 13 tháng 3, 1985 (17 tuổi)  |         | HJK            |
| 9  | TV | Marko Kolsi          | 20 tháng 1, 1985 (17 tuổi)  |         | Jokerit        |
| 10 | HV | Niklas Moisander     | 29 tháng 9, 1985 (16 tuổi)  |         | TPS            |
| 11 | TV | Otto-Pekka Jurvainen | 1 tháng 2, 1985 (17 tuổi)   |         | HJK            |
| 12 | TM | Henrik Moisander     | 29 tháng 9, 1985 (16 tuổi)  |         | TPS            |
| 13 | HV | Jyri Kallio          | 12 tháng 10, 1985 (16 tuổi) |         | TPS            |
| 14 | TĐ | Marko Huttu          | 9 tháng 3, 1985 (17 tuổi)   |         | Sepsi-78       |
| 15 | HV | Jukka-Pekka Tuomanen | 4 tháng 12, 1985 (16 tuổi)  |         | LoPa           |
| 16 | TV | Matti Lähitie        | 13 tháng 2, 1985 (17 tuổi)  |         | Jazz           |
| 17 | HV | Tomi Visuri          | 5 tháng 2, 1985 (17 tuổi)   |         | YPA            |
| 18 | TV | Mika Mäkitalo        | 12 tháng 6, 1985 (16 tuổi)  |         | Inter Turku    |

### Hà Lan
Huấn luyện viên: Ruud Kaiser
| Số | Vt | Cầu thủ               | Ngày sinh (tuổi)            | Số trận | Câu lạc bộ      |
| -- | -- | --------------------- | --------------------------- | ------- | --------------- |
| 1  | TM | Theo Brack            | 10 tháng 2, 1985 (17 tuổi)  |         | Vitesse         |
| 2  | HV | Timothy Kok           | 24 tháng 1, 1985 (17 tuổi)  |         | Twente          |
| 3  | TV | Mark van den Boogaart | 3 tháng 9, 1985 (16 tuổi)   |         | Feyenoord       |
| 4  | HV | Ferne Snoyl           | 8 tháng 3, 1985 (17 tuổi)   |         | Feyenoord       |
| 5  | HV | Wouter Artz           | 14 tháng 3, 1985 (17 tuổi)  |         | Feyenoord       |
| 6  | TV | Hedwiges Maduro       | 13 tháng 2, 1985 (17 tuổi)  |         | Ajax            |
| 7  | TV | Reshdam Sardar        | 3 tháng 6, 1985 (16 tuổi)   |         | Feyenoord       |
| 8  | TV | Richard Blonk         | 22 tháng 12, 1985 (16 tuổi) |         | Feyenoord       |
| 9  | TĐ | Collins John          | 17 tháng 10, 1985 (16 tuổi) |         | Twente          |
| 10 | TV | Otman Bakkal          | 27 tháng 2, 1985 (17 tuổi)  |         | PSV             |
| 11 | TĐ | Admir Haznadar        | 25 tháng 7, 1985 (16 tuổi)  |         | PSV             |
| 12 | HV | Dwight Tiendalli      | 21 tháng 10, 1985 (16 tuổi) |         | Ajax            |
| 13 | HV | Mark Otten            | 2 tháng 9, 1985 (16 tuổi)   |         | NEC             |
| 14 | TV | Tom Daemen            | 17 tháng 6, 1985 (16 tuổi)  |         | Fortuna Sittard |
| 15 | TV | Ferdi Elmas           | 13 tháng 2, 1985 (17 tuổi)  |         | Ajax            |
| 16 | TM | Sten Dreezen          | 22 tháng 2, 1985 (17 tuổi)  |         | Fortuna Sittard |
| 17 | TĐ | Rick Kruys            | 5 tháng 7, 1985 (16 tuổi)   |         | Utrecht         |
| 18 | TĐ | Joris van Rooyen      | 11 tháng 3, 1985 (17 tuổi)  |         | Utrecht         |

## Bảng B

### Pháp
Huấn luyện viên: Luc Rabat
| Số | Vt | Cầu thủ             | Ngày sinh (tuổi)           | Số trận | Câu lạc bộ          |
| -- | -- | ------------------- | -------------------------- | ------- | ------------------- |
| 1  | TM | Benoît Benvegnu     | 18 tháng 1, 1985 (17 tuổi) |         | Toulouse            |
| 2  | HV | Karim Azizou        | 20 tháng 1, 1985 (17 tuổi) |         | Bordeaux            |
| 3  | HV | Guillaume Rippert   | 30 tháng 4, 1985 (16 tuổi) |         | Nantes              |
| 4  | HV | Carl Medjani        | 15 tháng 5, 1985 (16 tuổi) |         | Saint-Étienne       |
| 5  | TV | Yoann Folly         | 6 tháng 6, 1985 (16 tuổi)  |         | Saint-Étienne       |
| 6  | TV | Guillaume Plessis   | 16 tháng 1, 1985 (17 tuổi) |         | Lens                |
| 7  | TĐ | Jimmy Briand        | 2 tháng 8, 1985 (16 tuổi)  |         | Rennes              |
| 8  | TV | Cédric Kisamba      | 25 tháng 1, 1985 (17 tuổi) |         | Auxerre             |
| 9  | TĐ | Seïd Khiter         | 19 tháng 1, 1985 (17 tuổi) |         | Lens                |
| 10 | TV | Samy Houri          | 9 tháng 8, 1985 (16 tuổi)  |         | Saint-Étienne       |
| 11 | TĐ | Kevin Lejeune       | 22 tháng 1, 1985 (17 tuổi) |         | Auxerre             |
| 12 | HV | Thomas Alexandre    | 14 tháng 4, 1985 (17 tuổi) |         | Lens                |
| 13 | HV | Gaël Clichy         | 16 tháng 7, 1985 (16 tuổi) |         | Cannes              |
| 14 | TV | Jonathan Bru        | 2 tháng 5, 1985 (16 tuổi)  |         | Rennes              |
| 15 | HV | Ronald Zubar        | 20 tháng 9, 1985 (16 tuổi) |         | Caen                |
| 16 | TM | Aléxis Thébaux      | 17 tháng 3, 1985 (17 tuổi) |         | Nantes              |
| 17 | TĐ | Christophe Mandanne | 28 tháng 7, 1985 (16 tuổi) |         | Le Havre            |
| 18 | HV | Rodolphe Kbidi      | 28 tháng 5, 1985 (16 tuổi) |         | Paris Saint-Germain |

### Bồ Đào Nha
Huấn luyện viên: Francisco Alberto Barceló Silveira Ramos
| Số | Vt | Cầu thủ             | Ngày sinh (tuổi)            | Số trận | Câu lạc bộ  |
| -- | -- | ------------------- | --------------------------- | ------- | ----------- |
| 1  | TM | Christopher         | 29 tháng 3, 1985 (17 tuổi)  |         | Sporting CP |
| 2  | HV | Gualter Bilro       | 22 tháng 11, 1985 (16 tuổi) |         | Porto       |
| 3  | HV | Pedro Araújo        | 10 tháng 1, 1985 (17 tuổi)  |         | Sporting CP |
| 4  | HV | André Carvalho      | 12 tháng 3, 1985 (17 tuổi)  |         | Porto       |
| 5  | HV | José Semedo         | 11 tháng 1, 1985 (17 tuổi)  |         | Sporting CP |
| 6  | TV | Fernando Alexandre  | 2 tháng 8, 1985 (16 tuổi)   |         | Benfica     |
| 7  | TĐ | Cristiano Ronaldo   | 5 tháng 2, 1985 (17 tuổi)   |         | Sporting CP |
| 8  | TV | João Vilela         | 9 tháng 9, 1985 (16 tuổi)   |         | Benfica     |
| 9  | TĐ | Tiquinho            | 14 tháng 7, 1985 (16 tuổi)  |         | Benfica     |
| 10 | TV | Nélson Santos       | 7 tháng 3, 1985 (17 tuổi)   |         | Boavista    |
| 11 | TĐ | Ricardo Costa       | 16 tháng 1, 1985 (17 tuổi)  |         | Porto       |
| 12 | TM | Rui Sacramento      | 31 tháng 1, 1985 (17 tuổi)  |         | Porto       |
| 13 | TV | Wilson Sanches Leal | 15 tháng 4, 1985 (17 tuổi)  |         | Cannes      |
| 14 | HV | Steven Silva        | 12 tháng 2, 1985 (17 tuổi)  |         | Boavista    |
| 15 | TV | João Coimbra        | 24 tháng 5, 1986 (15 tuổi)  |         | Benfica     |
| 16 | HV | Bruno Simão         | 5 tháng 5, 1985 (16 tuổi)   |         | Belenenses  |
| 17 | TĐ | Ivanildo Cassamá    | 9 tháng 1, 1986 (16 tuổi)   |         | Porto       |
| 18 | TV | Diogo Andrade       | 23 tháng 7, 1985 (16 tuổi)  |         | Belenenses  |

### Thụy Sĩ
Huấn luyện viên: Markus Frei
| Số | Vt | Cầu thủ             | Ngày sinh (tuổi)            | Số trận | Câu lạc bộ      |
| -- | -- | ------------------- | --------------------------- | ------- | --------------- |
| 1  | TM | Swen König          | 3 tháng 9, 1985 (16 tuổi)   |         | Aarau           |
| 2  | HV | Tranquillo Barnetta | 22 tháng 5, 1985 (16 tuổi)  |         | St. Gallen      |
| 3  | HV | Arnaud Bühler       | 17 tháng 1, 1985 (17 tuổi)  |         | Lausanne-Sports |
| 4  | HV | Henri Siqueira      | 15 tháng 1, 1985 (17 tuổi)  |         | Grasshopper     |
| 5  | HV | Philippe Senderos   | 14 tháng 2, 1985 (17 tuổi)  |         | Servette        |
| 6  | TV | Yann Verdon         | 11 tháng 2, 1985 (17 tuổi)  |         | Lausanne-Sports |
| 7  | HV | Marko Milosavac     | 19 tháng 10, 1985 (16 tuổi) |         | Zürich          |
| 8  | TĐ | Goran Antić         | 4 tháng 7, 1985 (16 tuổi)   |         | Basel           |
| 9  | TĐ | Slaviša Dugić       | 17 tháng 1, 1985 (17 tuổi)  |         | Kriens          |
| 10 | HV | Reto Ziegler        | 16 tháng 1, 1986 (16 tuổi)  |         | Grasshopper     |
| 11 | TV | Boban Maksimović    | 10 tháng 10, 1985 (16 tuổi) |         | Young Boys      |
| 12 | TM | Diego Würmli        | 13 tháng 9, 1985 (16 tuổi)  |         | Zürich          |
| 13 | TV | Giona Preisig       | 9 tháng 3, 1985 (17 tuổi)   |         | Lausanne-Sports |
| 14 | TV | Sandro Burki        | 16 tháng 9, 1985 (16 tuổi)  |         | Zürich          |
| 15 | TĐ | Marco Schneuwly     | 27 tháng 3, 1985 (17 tuổi)  |         | Fribourg        |
| 16 | HV | Michael Diethelm    | 24 tháng 1, 1985 (17 tuổi)  |         | Luzern          |
| 17 | HV | Stefan Iten         | 5 tháng 2, 1985 (17 tuổi)   |         | Grasshopper     |
| 18 | TĐ | Christian Schlauri  | 30 tháng 3, 1985 (17 tuổi)  |         | Winterthur      |

### Ukraina
Huấn luyện viên: Pavlo Yakovenko
| Số | Vt | Cầu thủ               | Ngày sinh (tuổi)            | Số trận | Câu lạc bộ        |
| -- | -- | --------------------- | --------------------------- | ------- | ----------------- |
| 1  | TM | Oleksiy Prokhorov     | 4 tháng 3, 1985 (17 tuổi)   |         | Dynamo Kyiv       |
| 2  | HV | Ihor Chuchman         | 15 tháng 2, 1985 (17 tuổi)  |         | Borysfen Boryspil |
| 3  | HV | Olexandr Polunitskyy  | 16 tháng 1, 1985 (17 tuổi)  |         | Dynamo Kyiv       |
| 4  | HV | Denys Khomenko        | 10 tháng 1, 1985 (17 tuổi)  |         | Dynamo Kyiv       |
| 5  | HV | Hryhoriy Yarmash      | 4 tháng 1, 1985 (17 tuổi)   |         | Dynamo Kyiv       |
| 6  | TV | Oleksandr Sytnyk      | 2 tháng 1, 1985 (17 tuổi)   |         | Dynamo Kyiv       |
| 7  | HV | Andriy Proshyn        | 19 tháng 2, 1985 (17 tuổi)  |         | Borysfen Boryspil |
| 8  | TV | Oleksandr Aliyev      | 3 tháng 2, 1985 (17 tuổi)   |         | Borysfen Boryspil |
| 9  | TV | Oleksandr Maksymov    | 13 tháng 2, 1985 (17 tuổi)  |         | Borysfen Boryspil |
| 10 | TĐ | Denys Adleyba         | 20 tháng 9, 1985 (16 tuổi)  |         | Dynamo Kyiv       |
| 11 | TĐ | Ivan Kotenko          | 28 tháng 4, 1985 (16 tuổi)  |         | Borysfen Boryspil |
| 12 | TM | Leonid Musin          | 19 tháng 4, 1985 (17 tuổi)  |         | Dynamo Kyiv       |
| 13 | TV | Yuriy Kholopkin       | 23 tháng 2, 1985 (17 tuổi)  |         | Dynamo Kyiv       |
| 14 | HV | Andriy Kozhedub       | 2 tháng 2, 1985 (17 tuổi)   |         | Dynamo Kyiv       |
| 15 | TV | Viacheslav Lytvynenko | 20 tháng 1, 1985 (17 tuổi)  |         | Dynamo Kyiv       |
| 16 | TĐ | Dmytro Vorobey        | 10 tháng 5, 1985 (16 tuổi)  |         | Borysfen Boryspil |
| 17 | TĐ | Volodymyr Samborskiy  | 29 tháng 8, 1985 (16 tuổi)  |         | Borysfen Boryspil |
| 18 | HV | Anatoliy Kitsuta      | 22 tháng 12, 1985 (16 tuổi) |         | Borysfen Boryspil |

## Bảng C

### Cộng hòa Séc
Huấn luyện viên: Roman Pucelik
| Số | Vt | Cầu thủ            | Ngày sinh (tuổi)            | Số trận | Câu lạc bộ    |
| -- | -- | ------------------ | --------------------------- | ------- | ------------- |
| 1  | TM | Tomáš Černý        | 10 tháng 4, 1985 (17 tuổi)  |         | Sigma Olomouc |
| 2  | HV | Radim Kopecký      | 7 tháng 6, 1985 (16 tuổi)   |         | Sigma Olomouc |
| 3  | HV | Aleš Neuwirth      | 4 tháng 1, 1985 (17 tuổi)   |         | Baník Ostrava |
| 4  | HV | Roman Švrček       | 23 tháng 4, 1985 (17 tuổi)  |         | Baník Ostrava |
| 5  | HV | Tomás Bursa        | 23 tháng 3, 1985 (17 tuổi)  |         | Zlín          |
| 6  | TV | Michal Kropik      | 20 tháng 2, 1985 (17 tuổi)  |         | Sparta Prague |
| 7  | TV | Zdeněk Látal       | 5 tháng 10, 1985 (16 tuổi)  |         | Brno          |
| 8  | TĐ | Adam Varadi        | 30 tháng 4, 1985 (16 tuổi)  |         | Baník Ostrava |
| 9  | TĐ | Michal Papadopulos | 14 tháng 4, 1985 (17 tuổi)  |         | Baník Ostrava |
| 10 | TV | Petr Kobylík       | 8 tháng 5, 1985 (16 tuổi)   |         | Sigma Olomouc |
| 11 | TĐ | Richard Husovský   | 16 tháng 3, 1985 (17 tuổi)  |         | Baník Ostrava |
| 12 | HV | Vit Paszto         | 2 tháng 2, 1985 (17 tuổi)   |         | Sigma Olomouc |
| 13 | TV | Zdeněk Staněk      | 6 tháng 7, 1985 (16 tuổi)   |         | Baník Ostrava |
| 14 | TĐ | Pavel Malchárek    | 16 tháng 2, 1986 (16 tuổi)  |         | Vítkovice     |
| 15 | TV | Marek Penkava      | 24 tháng 1, 1985 (17 tuổi)  |         | Teplice       |
| 16 | TM | Aleš Hruška        | 23 tháng 11, 1985 (16 tuổi) |         | Sparta Prague |
| 17 | TV | Vojtěch Štěpán     | 8 tháng 6, 1985 (16 tuổi)   |         | Sigma Olomouc |
| 18 | TĐ | Jan Mokrejs        | 2 tháng 1, 1985 (17 tuổi)   |         | Zlín          |

### Moldova
Huấn luyện viên: Petru Efros
| Số | Vt | Cầu thủ             | Ngày sinh (tuổi)           | Số trận | Câu lạc bộ              |
| -- | -- | ------------------- | -------------------------- | ------- | ----------------------- |
| 1  | TM | Andrian Negai       | 28 tháng 1, 1985 (17 tuổi) |         | Liceul Sportiv Chișinău |
| 2  | HV | Nicolae Orlovschi   | 1 tháng 4, 1985 (17 tuổi)  |         | Olimpia Bălți           |
| 3  | HV | Alexandru Vlasov    | 1 tháng 1, 1985 (17 tuổi)  |         | Sheriff Tiraspol        |
| 4  | TV | Simeon Bulgaru      | 26 tháng 5, 1985 (16 tuổi) |         | Zimbru Chișinău         |
| 5  | HV | Vladimir Ursu       | 1 tháng 1, 1985 (17 tuổi)  |         | Vite-Auto Chișinău      |
| 6  | TV | Dmitri Melceacov    | 1 tháng 1, 1985 (17 tuổi)  |         | Sheriff Tiraspol        |
| 7  | HV | Alexandru Epureanu  | 27 tháng 9, 1986 (15 tuổi) |         | Zimbru Chișinău         |
| 8  | TĐ | Victor Bulat        | 5 tháng 1, 1985 (17 tuổi)  |         | Sheriff Tiraspol        |
| 9  | TĐ | Denis Calincov      | 15 tháng 9, 1985 (16 tuổi) |         | Zimbru Chișinău         |
| 10 | TĐ | Maxim Franțuz       | 4 tháng 5, 1986 (15 tuổi)  |         | Zimbru Chișinău         |
| 11 | TĐ | Alexandru Zislis    | 14 tháng 3, 1986 (16 tuổi) |         | Ciocana Chișinău        |
| 12 | TM | Ghenadie Moșneaga   | 25 tháng 4, 1985 (17 tuổi) |         | Buiucani Chișinău       |
| 13 | HV | Anatolie Boeștean   | 26 tháng 3, 1985 (17 tuổi) |         | Zimbru Chișinău         |
| 14 | TĐ | Tudor Vlaicu        | 3 tháng 3, 1985 (17 tuổi)  |         | Zimbru Chișinău         |
| 15 | HV | Vitalie Chișca      | 19 tháng 6, 1985 (16 tuổi) |         | ȘS 11 Chișinău          |
| 16 | TĐ | Alexandru Lujanschi | 4 tháng 9, 1985 (16 tuổi)  |         | Sheriff Tiraspol        |
| 17 | TĐ | Andrei Cara         | 25 tháng 3, 1985 (17 tuổi) |         | Vite-Auto Chișinău      |
| 18 | TV | Marian Berezovschi  | 14 tháng 8, 1986 (15 tuổi) |         | Ciocana Chișinău        |

### Tây Ban Nha
Huấn luyện viên: Juan Santisteban
| Số | Vt | Cầu thủ             | Ngày sinh (tuổi)            | Số trận | Câu lạc bộ      |
| -- | -- | ------------------- | --------------------------- | ------- | --------------- |
| 1  | TM | Nauzet Pérez        | 1 tháng 3, 1985 (17 tuổi)   |         | Las Palmas      |
| 2  | HV | José Antonio Llamas | 28 tháng 2, 1985 (17 tuổi)  |         | Barcelona       |
| 3  | HV | Javier Garrido      | 15 tháng 3, 1985 (17 tuổi)  |         | Real Sociedad   |
| 4  | HV | Miquel Robusté      | 20 tháng 5, 1985 (16 tuổi)  |         | Espanyol        |
| 5  | HV | Alexis              | 4 tháng 8, 1985 (16 tuổi)   |         | Málaga          |
| 6  | TV | José Luis Merino    | 5 tháng 3, 1985 (17 tuổi)   |         | Real Oviedo     |
| 7  | TV | David Corominas     | 29 tháng 9, 1985 (16 tuổi)  |         | Barcelona       |
| 8  | TĐ | Aitor Martínez      | 10 tháng 1, 1985 (17 tuổi)  |         | Barcelona       |
| 9  | TĐ | Jonathan Soriano    | 24 tháng 9, 1985 (16 tuổi)  |         | Espanyol        |
| 10 | TV | Jaime Gavilán       | 12 tháng 5, 1985 (16 tuổi)  |         | Valencia        |
| 11 | TĐ | Roberto Soldado     | 27 tháng 5, 1985 (16 tuổi)  |         | Real Madrid     |
| 12 | HV | David Sestelo       | 24 tháng 11, 1985 (16 tuổi) |         | Celta Vigo      |
| 13 | TM | Roberto Santamaría  | 27 tháng 2, 1985 (17 tuổi)  |         | Osasuna         |
| 14 | TV | David Silva         | 8 tháng 1, 1986 (16 tuổi)   |         | Valencia        |
| 15 | HV | Francisco Molinero  | 26 tháng 7, 1985 (16 tuổi)  |         | Atlético Madrid |
| 16 | TV | Borja Valero        | 12 tháng 1, 1985 (17 tuổi)  |         | Real Madrid     |
| 17 | TV | Enric Maureta       | 28 tháng 2, 1985 (17 tuổi)  |         | Espanyol        |
| 18 | TĐ | David Rodríguez     | 14 tháng 2, 1986 (16 tuổi)  |         | Atlético Madrid |

### Cộng hòa Liên bang Nam Tư
Huấn luyện viên: Momčilo Vujačić
| Số | Vt | Cầu thủ             | Ngày sinh (tuổi)           | Số trận | Câu lạc bộ          |
| -- | -- | ------------------- | -------------------------- | ------- | ------------------- |
| 1  | TM | Igor Baletić        | 1 tháng 3, 1985 (17 tuổi)  |         | Radnički Jugopetrol |
| 2  | TĐ | Miloš Živković      | 5 tháng 2, 1985 (17 tuổi)  |         | Crvena Zvezda       |
| 3  | HV | Duško Tošić         | 19 tháng 1, 1985 (17 tuổi) |         | OFK Beograd         |
| 4  | HV | Darko Vukašinović   | 5 tháng 3, 1985 (17 tuổi)  |         | Budućnost Podgorica |
| 5  | HV | Srđa Knežević       | 15 tháng 4, 1985 (17 tuổi) |         | Partizan            |
| 6  | TV | Perica Stančeski    | 29 tháng 1, 1985 (17 tuổi) |         | Partizan            |
| 7  | TV | Miroslav Lečić      | 20 tháng 4, 1985 (17 tuổi) |         | Crvena Zvezda       |
| 8  | TV | Dragan Nišić        | 18 tháng 2, 1985 (17 tuổi) |         | Vojvodina           |
| 9  | TĐ | Milan Purović       | 7 tháng 5, 1985 (16 tuổi)  |         | Budućnost Podgorica |
| 10 | TV | Simon Vukčević      | 29 tháng 1, 1986 (16 tuổi) |         | Partizan            |
| 11 | HV | Dušan Mihajlović    | 30 tháng 6, 1985 (16 tuổi) |         | OFK Beograd         |
| 12 | TM | Miroslav Jagodić    | 19 tháng 3, 1985 (17 tuổi) |         | Zemun               |
| 13 | TĐ | Janko Tumbasović    | 14 tháng 1, 1985 (17 tuổi) |         | Zeta                |
| 14 | HV | Tomislav Pajović    | 15 tháng 3, 1986 (16 tuổi) |         | Partizan            |
| 15 | TĐ | Igor Burzanović     | 25 tháng 8, 1985 (16 tuổi) |         | Budućnost Podgorica |
| 16 | TĐ | Aleksandar Petrović | 1 tháng 2, 1985 (17 tuổi)  |         | Crvena Zvezda       |
| 17 | HV | Goran Dimitrijević  | 22 tháng 9, 1985 (16 tuổi) |         | Partizan            |
| 18 | TV | Borko Veselinović   | 6 tháng 1, 1986 (16 tuổi)  |         | Partizan            |

## Bảng D

### Gruzia
Huấn luyện viên: Koba Zhorzhikashvili
| Số | Vt | Cầu thủ              | Ngày sinh (tuổi)            | Số trận | Câu lạc bộ            |
| -- | -- | -------------------- | --------------------------- | ------- | --------------------- |
| 1  | TM | Zviad Chaladze       | 19 tháng 3, 1985 (17 tuổi)  |         | Dinamo Tbilisi        |
| 2  | HV | Akaki Khubutia       | 17 tháng 3, 1986 (16 tuổi)  |         | Norchi Dinamo Tbilisi |
| 3  | HV | Anzor Kaladze        | 9 tháng 8, 1985 (16 tuổi)   |         | FC Tbilisi            |
| 4  | HV | Giorgi Kutivadze     | 20 tháng 1, 1985 (17 tuổi)  |         | Imereti Kutaisi       |
| 5  | HV | Beso Mikiashvili     | 8 tháng 4, 1985 (17 tuổi)   |         | Kazbegi Tbilisi       |
| 6  | TV | Zaal Eliava          | 2 tháng 1, 1985 (17 tuổi)   |         | Kazbegi Tbilisi       |
| 7  | TV | Shota Tchelidze      | 14 tháng 12, 1985 (16 tuổi) |         | Norchi Dinamo Tbilisi |
| 8  | TV | Gocha Khojava        | 16 tháng 3, 1985 (17 tuổi)  |         | Kazbegi Tbilisi       |
| 9  | TĐ | Amiran Gvelashvili   | 10 tháng 2, 1985 (17 tuổi)  |         | Orbi Gori             |
| 10 | TĐ | Sandro Iashvili      | 3 tháng 1, 1985 (17 tuổi)   |         | WIT Gruzia            |
| 11 | TV | Givi Kapanadze       | 22 tháng 3, 1985 (17 tuổi)  |         | FC Tbilisi            |
| 12 | TM | Kakhaber Jincharadze | 25 tháng 3, 1985 (17 tuổi)  |         | WIT Gruzia            |
| 13 | HV | Zurab Barabadze      | 30 tháng 6, 1985 (16 tuổi)  |         | FC Tbilisi            |
| 14 | TĐ | Giorgi Chelidze      | 24 tháng 10, 1986 (15 tuổi) |         | Akademia Tbilisi      |
| 15 | TV | Zurab Kvakhadze      | 15 tháng 2, 1985 (17 tuổi)  |         | FC Tbilisi            |
| 16 | TĐ | Vasili Guchashvili   | 25 tháng 1, 1985 (17 tuổi)  |         | FC Tbilisi            |
| 17 | TĐ | Aleksandre Guruli    | 9 tháng 11, 1985 (16 tuổi)  |         | Boulogne              |
| 18 | TĐ | Gogi Pipia           | 4 tháng 2, 1985 (17 tuổi)   |         | Kazbegi Tbilisi       |

### Đức
Huấn luyện viên: Jörg Daniel
| Số | Vt | Cầu thủ              | Ngày sinh (tuổi)            | Số trận | Câu lạc bộ          |
| -- | -- | -------------------- | --------------------------- | ------- | ------------------- |
| 1  | TM | René Adler           | 15 tháng 1, 1985 (17 tuổi)  |         | Bayer Leverkusen    |
| 2  | HV | Kevin Schöneberg     | 24 tháng 8, 1985 (16 tuổi)  |         | 1. FC Köln          |
| 3  | HV | Michael Stegmayer    | 12 tháng 1, 1985 (17 tuổi)  |         | Bayern Munich       |
| 4  | TV | Marcel Schuon        | 28 tháng 4, 1985 (16 tuổi)  |         | VfB Stuttgart       |
| 5  | TV | Daniyel Cimen        | 19 tháng 1, 1985 (17 tuổi)  |         | Eintracht Frankfurt |
| 6  | TV | Sascha Rammel        | 11 tháng 3, 1985 (17 tuổi)  |         | Borussia Dortmund   |
| 7  | TV | Alexander Huber      | 25 tháng 2, 1985 (17 tuổi)  |         | Eintracht Frankfurt |
| 8  | TV | Steve Müller         | 16 tháng 5, 1985 (16 tuổi)  |         | FC Magdeburg        |
| 9  | TĐ | Lukas Podolski       | 4 tháng 6, 1985 (16 tuổi)   |         | 1. FC Köln          |
| 10 | TV | Stephan Bork         | 29 tháng 1, 1985 (17 tuổi)  |         | Fortuna Düsseldorf  |
| 11 | TV | Ersan Tekkan         | 6 tháng 1, 1985 (17 tuổi)   |         | VfL Bochum          |
| 12 | TM | Malte Bonertz        | 14 tháng 8, 1985 (16 tuổi)  |         | VfB Stuttgart       |
| 13 | TV | Tim Bauer            | 16 tháng 1, 1985 (17 tuổi)  |         | Werder Bremen       |
| 14 | TV | Paweł Thomik         | 25 tháng 1, 1985 (17 tuổi)  |         | Bayern Munich       |
| 15 | TĐ | Sahr Senesie         | 20 tháng 6, 1985 (16 tuổi)  |         | Borussia Dortmund   |
| 16 | TĐ | Mario Gómez          | 10 tháng 7, 1985 (16 tuổi)  |         | VfB Stuttgart       |
| 17 | TĐ | Sascha Traut         | 21 tháng 5, 1985 (16 tuổi)  |         | Karlsruher SC       |
| 18 | TĐ | Sebastian Westerhoff | 14 tháng 11, 1985 (16 tuổi) |         | Schalke 04          |

### Hungary
Huấn luyện viên: András Sarlos
| Số | Vt | Cầu thủ          | Ngày sinh (tuổi)            | Số trận | Câu lạc bộ      |
| -- | -- | ---------------- | --------------------------- | ------- | --------------- |
| 1  | TM | Gábor Máthé      | 10 tháng 8, 1985 (16 tuổi)  |         | Debreceni VSC   |
| 2  | HV | Zoltan Torok     | 7 tháng 3, 1985 (17 tuổi)   |         | Győri ETO FC    |
| 3  | HV | Laszlo Imrik     | 15 tháng 4, 1985 (17 tuổi)  |         | Győri ETO FC    |
| 4  | TV | Gábor Horváth    | 4 tháng 7, 1985 (16 tuổi)   |         | Videoton FC     |
| 5  | HV | Csaba Ködöböcz   | 19 tháng 7, 1985 (16 tuổi)  |         | Vasas SC        |
| 6  | TV | Krisztián Vadócz | 30 tháng 5, 1985 (16 tuổi)  |         | Honvéd FC       |
| 7  | HV | Roland Dancs     | 19 tháng 4, 1985 (17 tuổi)  |         | Grasshopper     |
| 8  | TĐ | Dávid Mohl       | 22 tháng 4, 1985 (17 tuổi)  |         | Győri ETO FC    |
| 9  | TĐ | Dávid Disztl     | 5 tháng 1, 1985 (17 tuổi)   |         | MTK Budapest FC |
| 10 | HV | Dániel Tőzsér    | 12 tháng 5, 1985 (16 tuổi)  |         | Debreceni VSC   |
| 11 | HV | Andras Selei     | 5 tháng 5, 1985 (16 tuổi)   |         | Ferencvárosi TC |
| 12 | TM | Maté Molnár      | 21 tháng 1, 1985 (17 tuổi)  |         | Marcali VFC     |
| 13 | TV | Dániel Varga     | 9 tháng 1, 1985 (17 tuổi)   |         | Ferencvárosi TC |
| 14 | TV | István Domosi    | 29 tháng 11, 1985 (16 tuổi) |         | Vasas SC        |
| 15 | TĐ | István Ribi      | 12 tháng 7, 1985 (16 tuổi)  |         | Vasas SC        |
| 16 | HV | Dávid Horvath    | 1 tháng 2, 1985 (17 tuổi)   |         | Ferencvárosi TC |
| 17 | TĐ | Gergő Jeremiás   | 26 tháng 2, 1985 (17 tuổi)  |         | Debreceni VSC   |
| 18 | TV | András Pal       | 19 tháng 8, 1985 (16 tuổi)  |         | Vasas SC        |

### Ba Lan
Huấn luyện viên: Andrzej Zamilski
| Số | Vt | Cầu thủ             | Ngày sinh (tuổi)           | Số trận | Câu lạc bộ            |
| -- | -- | ------------------- | -------------------------- | ------- | --------------------- |
| 1  | TM | Łukasz Fabiański    | 18 tháng 4, 1985 (17 tuổi) |         | MSP Szamotuły         |
| 2  | TV | Mateusz Spaczyński  | 16 tháng 8, 1985 (16 tuổi) |         | UKS SMS Łódź          |
| 3  | HV | Klaudiusz Łatkowski | 12 tháng 3, 1985 (17 tuổi) |         | KSZO Ostrowiec        |
| 4  | HV | Krystian Kalinowski | 19 tháng 7, 1985 (16 tuổi) |         | Zagłębie Lubin        |
| 5  | HV | Piotr Stawowy       | 31 tháng 1, 1985 (17 tuổi) |         | Ślęza Wrocław         |
| 6  | TĐ | Mariusz Solecki     | 1 tháng 1, 1985 (17 tuổi)  |         | UKS SMS Łódź          |
| 7  | TV | Patryk Buława       | 16 tháng 2, 1985 (17 tuổi) |         | Chojniczanka Chojnice |
| 8  | TV | Tomasz Szczepan     | 16 tháng 3, 1985 (17 tuổi) |         | Zawisza Bydgoszcz     |
| 9  | HV | Marcin Kowalczyk    | 9 tháng 4, 1985 (17 tuổi)  |         | UKS SMS Łódź          |
| 10 | TĐ | Marcin Tarnowski    | 6 tháng 2, 1985 (17 tuổi)  |         | Amica Wronki          |
| 11 | TV | Michał Pędzich      | 17 tháng 6, 1985 (16 tuổi) |         | Śląsk Wrocław         |
| 12 | TM | Marcin Juszczyk     | 23 tháng 1, 1985 (17 tuổi) |         | Wisła Kraków          |
| 13 | TV | Radoslaw Feliński   | 24 tháng 5, 1985 (16 tuổi) |         | Amica Wronki          |
| 14 | TĐ | Krzysztof Kruczek   | 28 tháng 1, 1985 (17 tuổi) |         | Igloopol Dębica       |
| 15 | TV | Marcin Borowczyk    | 11 tháng 6, 1985 (16 tuổi) |         | Górnik Brzeszcze      |
| 16 | HV | Grzegorz Bartczak   | 21 tháng 6, 1985 (16 tuổi) |         | Zagłębie Lubin        |
| 17 | TV | Michał Lemanowicz   | 5 tháng 6, 1985 (16 tuổi)  |         | Orlen Płock           |
| 18 | HV | Paweł Jurgielewicz  | 15 tháng 7, 1985 (16 tuổi) |         | Hetman Białystok      |